# 沃克吕索特
沃克吕索特（法語：Vauclusotte，法語發音：[voklyzɔt]）是法国杜省的一个市镇，属于蒙贝利亚尔区。

## 地理
沃克吕索特（47°16'45"N, 6°44'5"E）面积7.62 平方千米，位于法国勃艮第-弗朗什-孔泰大區杜省，该省份为法国东部内陆省份，北起上索恩省，西接汝拉省，东部及东南部与瑞士接壤，东北部与贝尔福地区省接壤。
与沃克吕索特接壤的市镇（或旧市镇、城区）包括：瓦洛雷耶、贝勒埃尔布、库尔-圣莫里斯、奥尔让-布朗什方丹。

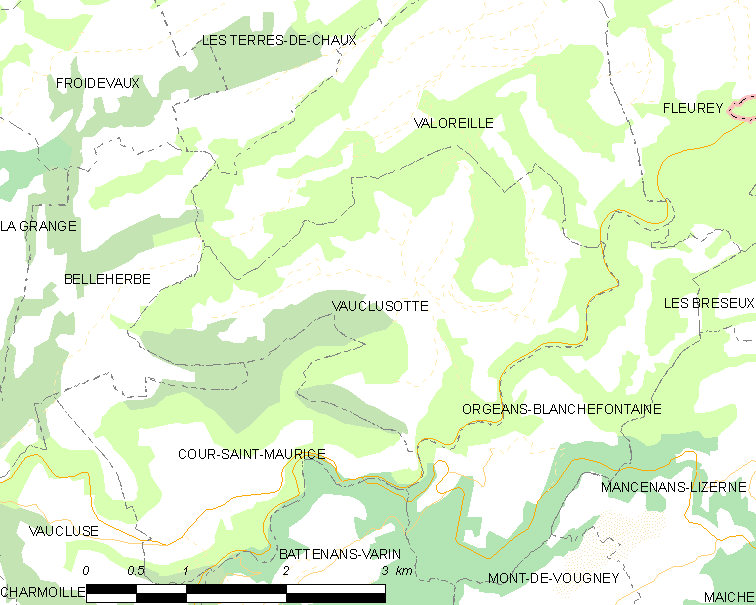
沃克吕索特的OSM定位图

沃克吕索特的时区为UTC+01:00、UTC+02:00（夏令时）。

## 行政
沃克吕索特的邮政编码为25380，INSEE市镇编码为25589。

## 政治
沃克吕索特所属的省级选区为瓦尔达翁县。

## 人口

1962-2008年间沃克吕索特人口变化图示

沃克吕索特于2022年1月1日时的人口数量为77人。